# Özcan Özkaya
Özcan Özkaya (Oosterhout (Noord-Brabant), 24 maart 1983) is een voormalig profvoetballer die uitkomt voor eersteklasser Achilles Veen. In het verleden kwam hij in de Eredivisie uit voor Willem II.

## Carrière
Özkaya doorliep de jeugdopleiding van Willem II, voordat hij op 21 december 2002 zijn debuut maakte in het betaalde voetbal. In de thuiswedstrijd tegen FC Groningen (2-1 winst) kwam hij vier minuten voor tijd in het veld voor Tarik Sektioui. Het bleef dat seizoen bij dat ene optreden. In het daaropvolgende seizoen kwam hij nog tweemaal in actie voor de Tilburgers, maar in de winterstop van het seizoen 2003/2004 werd besloten Özkaya te verhuren. De aanvaller werd verhuurd aan FC Eindhoven en in de eerste divisie kwam hij tot drie doelpunten in zestien wedstrijden. Na zijn huurperiode besloot Willem II zijn aflopende contract niet te verlengen. Hij vertrok naar de amateurs van Achilles Veen. Daar speelde hij tot vorig seizoen in een elftal met oud-profs Nabil Bouchlal en Ramon van Haaren.